# ریماتارا
ریماتارا (به فرانسوی: Rimatara) یک جزیره در فرانسه است که در پلی‌نزی فرانسه واقع شده‌است.

## خصوصیات
ریماتارا ۷۸۶ نفر جمعیت دارد و ۸۳ متر بالاتر از سطح دریا واقع شده‌است.